# Дрігіу
Дрігіу (рум. Drighiu) — село у повіті Селаж в Румунії. Входить до складу комуни Халмешд.
Село розташоване на відстані 403 км на північний захід від Бухареста, 30 км на захід від Залеу, 83 км на північний захід від Клуж-Напоки.

## Населення
За даними перепису населення 2002 року у селі проживали 478 осіб, з них 475 осіб (99,4%) румунів. Рідною мовою 476 осіб (99,6%) назвали румунську.